# Witwisit Hiranyawongkul
Witwisit Hiranyawongkul (Chiang Mai, 20 de julho de 1989) é um ator e cantor tailandês.

## Biografia
Witwisit Hiranyawongkul, popularmente apelidado de "Phit" (em tailandês: พิ ช) nasceu e cresceu em Chiang Mai, cidade no norte da Tailândia.
Ele frequentou uma escola católica até os 12 anos. Como cantor, foi revelado em seu colégio, sendo o vocalista de sua banda na escola. Phit cantava músicas dos gêneros hip hop, R&B, gospel e soul. Ele aprendeu a tocar piano também na escola e depois passou a compor músicas.

## Prêmios e indicações

### Ator
Em 2008, Witwisit foi indicado na categoria Melhor Ator no Thailand National Film Association Awards, por seu papel de destaque em The Love of Siam. Ele foi o candidato mais jovem da categoria. Apesar da indicação, ele perdeu para Akara Amarttayakul. Phit recebeu o prêmio Chalermthai na categoria de Ator Principal em Thai Film Category.